# علي خميس الفردان
علي خميس الفردان شاعر بحريني ولد في قرية كرزكان، إحدى قُرى السّاحل الغربي من المُحافظة الشّماليّة في البحرين، عام 1956م. حصل على شهادة بكالوريوس في المُحاسبة من جامعة القاهرة عام 1979م، ثمّ على دبلوم عال في التّربية عام 1989م، وعلى الماجستير عام 2001م.
التحق بسلك التّدريس عام 1980م، يشغل في الوقت الحاضر منصب مُدير مدرسة إعداديّة. له نشاط أدبيّ في مجال شعر المُناسبات مُنذ كان طالبًا بالمرحلةِ الثّانويّة. وبعد تولّيه دور الإشراف على الشّاطئ الأدبيّ بموقع كرزكان الإلكتروني، تعاظم إنتاجه الشّعريّ في مُختلف الأغراض. هو عضو مؤسس لأسرة أدباء كرزكان بالمركز الثّقافي والرّياضي لقريته.
له ديوان «قبلة العشاق». يُطالع الدّيوان قارئه بستٍ وعشرين قصيدة عاطفيّةٍ لا تتخلّى إحداها عن مبادئها تجاه الحبّ كإحساسٍ إنسانيّ يُعلن عن رُفيّه في كلّ نص، والإنسانة الأنثى هي المُهيمنة على أجواء القصيدة، امرأةً وصبيّةً وطفلة، أمّا وابنةً وحبيبةً وزوجةً وجارةً وعابرة قلب.